# Bengkulu / Padangkemiling
Bengkulu / Padangkemiling är en flygplats i Indonesien. Den ligger i den västra delen av landet, 600 km nordväst om huvudstaden Jakarta. Bengkulu / Padangkemiling ligger 15 meter över havet.
Terrängen runt Bengkulu / Padangkemiling är platt. En vik av havet är nära Bengkulu / Padangkemiling västerut. Runt Bengkulu / Padangkemiling är det ganska tätbefolkat, med 72 invånare per kvadratkilometer. Närmaste större samhälle är Bengkulu, 10,8 km nordväst om Bengkulu / Padangkemiling. Omgivningarna runt Bengkulu / Padangkemiling är en mosaik av jordbruksmark och naturlig växtlighet.